# Jean-Pierre Ploué
Jean-Pierre Ploué est un designer automobile français né le 8 septembre 1962 à Migennes (Yonne), connu pour sa relance du style chez Citroën.

## Biographie
Diplômé de l'École nationale des arts appliqués et des métiers d'art, sa carrière débute chez Renault, où il est l'auteur du concept-car Megane, de la Laguna, de la Twingo, du concept-car Argos, de la Mégane et a participé au dessin de la Clio II.
Après trois ans chez Volkswagen, il devient responsable pendant deux ans du design extérieur chez Ford à Cologne où il travaille sur la Mondeo. Il est nommé en 1999 directeur du centre de design Citroën pour donner une nouvelle impulsion à la marque. Avec son arrivée, les nouveaux modèles comme C4 berline et coupé, C4 Picasso et Grand Picasso parachèvent le renouveau de la marque (qui avait commencé par les Citroën C2, C3 et Xsara Picasso dessiné par Donato Coco). Les concept-cars C-Airplay, C-Sport Lounge et C-Metisse dessinés par son équipe montrent la volonté du constructeur de devenir une référence en matière de design automobile.
En 2009, il est promu directeur du style de PSA. Début 2010, il nomme deux proches, Gilles Vidal chez Peugeot avec qui il a travaillé pendant dix ans pour Citroën et Thierry Métroz chez Citroën, un ami de trente ans.
En 2021, le Groupe PSA fusionne avec Fiat Chrysler Automobiles (FCA) pour former le nouveau groupe Stellantis. Jean-Pierre Ploué conserve la supervision du design des marques issues de l'ex-PSA (Citroën, Peugeot, DS et Opel/Vauxhall) mais aussi de plusieurs marques issues de FCA centrées sur l'Europe : Abarth, Alfa Romeo, Lancia, ainsi que Fiat hors Amérique latine. Les autres marques (Chrysler, Jeep, Dodge, RAM, Maserati, Fiat Amérique latine) restent sous la supervision de Ralph Gilles. En plus de ses fonctions de supervision, Jean-Pierre Ploué est nommé directeur du design de Lancia, qui n'a plus de plan produit, car avant la fusion de PSA et FCA, FCA envisageait de cesser d'exploiter cette marque. En mai 2024, il cède son poste de directeur du design de la marque Lancia à Gianni Colonello, mais conserve la supervision du design de opérations de Stellantis en Europe.

## Distinctions
Jean Pierre Ploué a été nommé Homme de l'année 2007 par le jury du Journal de l’Automobile.